# Cynolebias
Cynolebias is een geslacht van straalvinnige vissen uit de familie van de killivisjes (Rivulidae).

## Soorten
- Cynolebias adloffi (Ahl, 1922)
- Cynolebias albipunctatus Costa & Brasil, 1991
- Cynolebias altus Costa, 2001
- Cynolebias attenuatus Costa, 2001
- Cynolebias gibbus Costa, 2001
- Cynolebias gilbertoi Costa, 1998
- Cynolebias griseus Costa, Lacerda & Brasil, 1990
- Cynolebias itapicuruensis Costa, 2001
- Cynolebias leptocephalus Costa & Brasil, 1993
- Cynolebias microphthalmus Costa & Brasil, 1995
- Cynolebias paraguassuensis Costa, Suzart & Nielsen, 2007
- Cynolebias parnaibensis Costa, Ramos, Alexandre & Ramos, 2010
- Cynolebias perforatus Costa & Brasil, 1991
- Cynolebias porosus Steindachner, 1876
- Cynolebias vazabarrisensis Costa, 2001